# Nocturnal Emissions
I Nocturnal Emissionions sono un gruppo di sound art di Londra. Lo stile delle loro produzioni sonore si ispira spesso alla musica elettroacustica, alla musica concreta, al sound collage, alla musica industriale, al rumorismo ed alla musica ambientale.

## Storia del gruppo
I Nocturnal Emissions presero le mosse da un'idea di Nigel Ayers (b.1957) nei tardi anni settanta quando viveva a Londra da studente. Assieme a lui si unirono al gruppo Danny Ayers (b.1964) e Caroline K (1957–2008).

## Discografia parziale

### Album
- Tissue of Lies LP (Emiss, 1981)
- Tissue of Lies Revised CD (Dark Vinyl, 1990)
- Fruiting Body LP(Sterile, 1981)
- Drowning in a Sea of Bliss LP (Sterile, 1983; cassette reissued by Touch, 1985; CD reissued by Soleilmoon, 1993)
- Viral Shedding LP (Illuminated, 1983)
- Befehlsnotstand LP (Sterile, 1983)
- Chaos (Live at the Ritzy) LP (Cause For Concern, 1983)
- The Fight Goes On cassette (Staalplaat, 1984)
- No Sacrifice 12" (Sterile, 1984)
- Shake Those Chains Rattle Those Cages LP (Sterile, 1985)
- Songs of Love and Revolution LP (Sterile, 1985; CD re-issue from Dark Vinyl, 1992)
- The World is my Womb LP (Earthly Delights, 1987; Soleilmoon cassette, 1989; Soleilmoon CD, 1999)
- Duty Experiment 1982–1984 LP (Earthly Delights, 1988; CD reissue Soleilmoon, 1995)
- Spiritflesh LP (Earthly Delights, 1988; Soleilmoon cassette, 1989)
- Stoneface LP (Parade Amoureuse, 1989; CD reissue from Staalplaat, 1994 with Spiritflesh)
- Da Dum 7" (Parade Amoureuse, 1989)
- Invocation of the Beast Gods CD (Staalplaat, 1989)
- Beyond Logic, Beyond Belief LP (Earthly Delights, 1989)
- Mouth of Babes LP (Earthly Delights, 1990; CD reissue from Soleilmoon, 1991)
- Energy Exchange LP (Earthly Delights, 1991)
- Cathedral CD (Musica Maxima Magnetica, 1991)
- Blasphemous Rumours CD(Staalplaat, 1992)
- The Seminal Works –12 tape box set (Earthly Delights, 1992)
- Magnetized Light CD (Musica Maxima Magnetica, 1993)
- The Quickening LP (Earthly Delights, 1993)
- Glossalalia CD (Soleilmoon, 1994)
- Holy of Holies – 4-hour DAT (Soleilmoon, 1994)
- Binary Tribe CD (Staalplaat, 1994)
- Imaginary Time LP(Soleilmoon, 1995)
- Autonomia CD (Soleilmoon, 1996)
- Friction And Dirt CD (Staalplaat, 1996)
- Tharmuncrape An'goo CD (Soleilmoon, 1997)
- Sunspot Activities CD (Soleilmoon, 1997)
- Omphalos CD (Soleilmoon, 1998
- Futurist Antiquarianism CD (Soleilmoon, 2000)
- Collateral Salvage CD (Soleilmoon, 2003)
- Nightscapes LP (Small Voices, 2006)

### Collaborazioni
- The Beauty of Pollution (con C.C.C.C.) (Endorphine Factory, 1996)
- From Solstice to Equinox (con Barnacles) (Klanggalerie, 2023)

### Videografia e filmografia parziale
- Bleeding Images (1982)
- The Foetal Grave of Progress (1983)